# 若狭峰
若狭峰（わかさみね）は、香川県三豊市と徳島県三好市との県境に位置する讃岐山脈に属する山である。標高787m。また、三等三角点のある山頂部分は香川県三豊市側に位置する。

## 地理・概要
香川県と徳島県の県境にある山で、雲辺寺山から猪ノ鼻峠まで中蓮寺峰（755m）と共に延びている峰である。山頂からは雲辺寺山や三豊平野を望むことができる。
猪鼻トンネルが開通し車による往来が可能になる以前は、阿波国と讃岐国を結ぶ往還として栄えた。